# Schilf-Flechtenbärchen
Das Schilf-Flechtenbärchen (Pelosia obtusa), auch Schilfbärchen oder Braungelber Flechtenspinner genannt, ist ein Schmetterling (Nachtfalter) aus der Unterfamilie der Bärenspinner (Arctiinae).

## Merkmale

### Falter
Die Falter besitzen eine Flügelspannweite von 12 bis 28 Millimetern bei den Männchen und von 16 bis 28 Millimetern bei den Weibchen. Ihre Vorderflügel sind relativ kurz und breit. Der Apex ist stumpf gerundet. Sie haben eine bräunliche Grundfarbe, von der sich einige dunkle braune Punkte oder sehr kurze Striche abheben, die bei einigen Exemplaren auch fehlen. Die zeichnungslosen Hinterflügel haben die gleiche Grundfarbe wie die Vorderflügel, sind jedoch etwas aufgehellt.

### Raupe
Erwachsene Raupen sind schwarzbraun gefärbt. Auf den Knopfwarzen sitzen dunkle Haarbüschel.

### Ähnliche Arten
Eine gewisse Ähnlichkeit besteht zum Erlenmoor-Flechtenbärchen (Pelosia muscerda), das jedoch vorherrschend grau gefärbt ist und lang gestreckte Vorderflügel besitzt. Auch sind die Punkte auf den Vorderflügeln von schwarzer Farbe.

## Geographische Verbreitung und Vorkommen
Das Verbreitungsgebiet der Art erstreckt sich von Mitteleuropa durch Asien bis zum Pazifik. Sie besiedelt bevorzugt feuchte Schilfwiesen.

## Lebensweise
Die nachtaktiven Falter bilden eine Generation im Jahr, die in den Monaten April bis August anzutreffen ist. Sie besuchen gerne künstliche Lichtquellen. Die Raupen treten ab dem Spätsommer auf und verstecken sich meist in Schilfrohrhalmen. Als Nahrungspflanzen gelten Moose, Algen und Flechten, was jedoch noch einer Bestätigung bedarf. Bei Zuchten nahmen sie auch Salat als Futter an. Die Raupen überwintern.

## Gefährdung
Das Schilf-Flechtenbärchen kommt in den meisten deutschen Bundesländern vor, ist gebietsweise jedoch vom Aussterben bedroht und wird in Deutschland auf der Roten Liste in Kategorie 3 („gefährdet“) geführt.